# أندي كوهن
أندي كوهن (بالإنجليزية: Andy Cohen) هو رائد أعمال ومقدم تلفزيوني أمريكي، ولد في 2 يونيو 1968 في سانت لويس في الولايات المتحدة.

## وصلات خارجية
- أندي كوهن على موقع IMDb (الإنجليزية)
- أندي كوهن على موقع ميوزك برينز (الإنجليزية)
- أندي كوهن على موقع إن إن دي بي (الإنجليزية)
- أندي كوهن على موقع قاعدة بيانات الفيلم (الإنجليزية)